# Milétos
Dans la mythologie grecque, Milétos (en grec ancien Μίλητος / Mílêtos) est le nom d'un héros, qui, selon la légende, aurait fondé la ville de Milet (actuellement en Turquie).
La généalogie et la jeunesse de Milétos diffèrent selon les sources, relativement nombreuses.
La source la plus ancienne, d'Apollonios de Rhodes, nous apprend que Milétos est le fils d'Euxantios, fils du roi Minos, et d'une Telchines, nommée Dexithée.
Selon le Pseudo-Apollodore, il est le fils d'Apollon et d'Aria, elle-même fille de Cléochos de Crète. Mais Ovide, au contraire du Pseudo-Apollodore, écrit que sa mère est Déioné. Une autre tradition en fait le fils d'Acallis, et donc le petit-fils d'Apollon, et sa mère l'aurait abandonné à sa naissance, par peur du roi Minos. Dans un récit plus tardif, Antoninus Liberalis rapporte que Milétos est en fait le fils d'Apollon et d'Acacallis, la propre fille du roi Minos.
Le petit Milétos fut recueilli par une louve, nourri, puis adopté par des bergers. Plus tard, Minos et son frère Sarpédon, comme ensorcelés par la beauté du jeune Milétos, voulurent l'enlever et se le disputèrent. Aidé par Sarpédon que préféra Milétos, ce dernier s'enfuit et parvint en Carie — ou selon d'autres versions, à Samos — où il fonde Milet. Là, il épouse Idothée, la fille du roi Eurytos, dont il a des jumeaux, Byblis et Caunos.
On trouve chez Ovide dans les Métamorphoses un récit différent où il est dit que le jeune Milétos, descendant d'Apollon, s'exile volontairement de Crète et part fonder Milet, en Asie Mineure, où il rencontre la nymphe Cyané, la fille du dieu fleuve Méandre, laquelle lui donne des jumeaux, une fille, Byblis, et un garçon, Caunus, qui connaîtront un destin tragique puisqu'ils tombèrent amoureux l'un de l'autre : sur ce point, les sources concordent.
Selon l'historien et géographe Pausanias le Périégète, la région où arrive Milétos s'appelait à ce moment l'« Anactorie », du nom de son roi, Anax (cf. le mot grec ancien Anax, Seigneur), un autochtone, à qui succède son fils Astérios. À l'arrivée de Milétos et de la flotte de Crétois qu'il dirige (ils fuient le roi Minos), le pays et la ville prennent un nouveau nom d'après le nom de Milétos et les nouveaux venus se mélangent à ceux qui vivaient là auparavant.